# Ottorino Bicchi
Ottorino Bicchi (Livorno, 1878 – Alessandria d'Egitto, 1949) è stato un pittore italiano.

## Biografia
Fratello di Silvio Bicchi, che in Italia fu di lui più noto perché Ottorino Bicchi (a volte citato come Becchi) trascorse gran parte della Sua vita all'estero ed in particolare in Egitto.
Fu ottimo ritrattista e sensibile interprete di composizioni popolari rappresentanti scene familiari, viandanti, mercati e scene campestri. Nella maturità trattò anche il pastello, la grafica e l'acquaforte.
Terminati gli studi classici, Ottorino Bicchi frequentò l'Accademia di Firenze. Successivamente conseguì anche il diploma di Professore Accademico del Collegio di Firenze.
Come il fratello seguì gli insegnamenti di Giovanni Fattori e fu vicino al movimento dei Macchiaioli.
Partecipò a mostre nazionali ed internazionali e fu ripetutamente presente alla Quadriennale di Torino, alla Biennale di Brera, all'Internazionale di Roma. Nel 1929 e negli anni successivi espose in diverse località dell'Egitto. Qui, fin dagli anni 20, erano confluiti diversi artisti italiani (come Arturo Zanieri e tanti altri). Tra questi si distinse Ottorino Bicchi che, nel 1929, fondò ad Alessandria d'Egitto un'Accademia Artistica di disegno, pittura, scultura, decorazione e teoria dell'arte.  Dal 1934 all'inizio della seconda guerra mondiale alternò la sua presenza tra il Cairo, l'Egitto e l'Italia. 
Dopo la parentesi bellica riprese la sua attività di insegnante nella sua scuola di Alessandria d'Egitto che,  come nel periodo ante guerra, diresse personalmente fino al 1949, anno della sua morte, lavorando fino agli ultimi istanti della sua vita. Molti pittori egiziani, alcuni dei quali si trasferirono successivamente in Italia, frequentarono questa Accademia.